# Лэнг, Космо Гордон
Космо Гордон Лэнг (англ. Cosmo Gordon Lang; 31 октября 1864[…], Fyvie — 5 декабря 1945[…], Кью, Большой Лондон) — архиепископ Кентерберийский Церкви Англии с 1928 по 1942 год.

## Биография
Сын шотландского пресвитерианского служителя, Лэнг первоначально изучал право, однако отказался от этого ради церковной карьеры. С 1890 года служил в приходах среди трущоб Лидса и Портсмута, за исключением кратковременного служения на посту капеллана колледжа Оксфорда. В 1901 году он был назначен викарным епископом Степни в Лондоне, где продолжал свою работу среди бедных. Служил каноником собора святого Павла в Лондоне.
В 1908 году Лэнг был назначен архиепископом Йоркским, несмотря на то, что имел до этого статус не главы диоцеза, а лишь викарного епископа. По своим взглядам был близок к либеральным англокатоликам. В новой должности вошёл в состав палаты лордов как лорд-епископ, что вызвало смятение в традиционалистских кругах, особенно после того, как призвал других лордов голосовать против «народного бюджета» Дэвида Ллойд Джорджа в 1909 году. Впрочем, в дальнейшем занимал более умеренную политическую позицию. В начале Первой мировой войны Лэнг произнёс речь в защиту германского императора, за что подвергся резкой критике. После войны стал выдвигать идею церковного единства и в 1920 году на Ламбетской конференции был назначен ответственным за церковный призыв ко всем христианским народам. Будучи архиепископом Йоркским, Лэнг поддерживает спорные предложения по пересмотру Книги общих молитв, однако, став во главе Церкви, не предпринял никаких практических шагов для их реализации.
Лэнг стал архиепископом Кентерберийским в 1928 году. Он председательствовал в 1930 году на Ламбетской конференции, на которой были введены церковные ограничения на использование противозачаточных средств. После осуждения итальянского вторжения в Абиссинию в 1935 году и решительного осуждения антисемитизма в Европе, Лэнг, тем не менее, поддерживал миротворческую политику британского правительства в отношении Германии, в частности приветствовал подписание мюнхенских соглашений.
В 1936 году жёсткая позиция Лэнга относительно невозможности брака короля Эдуарда VIII с разведённой иностранкой способствовала отречению последнего от престола.
После ухода с архиепископской кафедры в 1942 году Лэнг был возведён в звание пэра (барон Лэнг Ламбет) и продолжал присутствовать и выступать в палате лордов вплоть до своей смерти в 1945 году.

## Труды
- The Young Clanroy (неопр.). — London: Smith, Elder & Co, 1897. (novel)
- The Miracles of Jesus (неопр.). — London: Ibister & Co, 1901.
- The Opportunity of the Church of England (неопр.). — London: Longmans, 1905.
- Thoughts on Some of the Parables of Jesus (англ.). — London: Pitman, 1909.
- The Unity of the Church of England (неопр.). — London: SPCK, 1925.
- The Oppression of Religion in Russia (неопр.). — London: Hodder & Stoughton[англ.], 1930.